# Monument Q de Tres Zapotes
Le monument Q (ou tête colossale 2 ou encore tête de Nestepe) est une tête colossale olmèque, découverte sur le site de Tres Zapotes au Mexique.

## Caractéristiques
Le monument Q est une sculpture de basalte, mesurant 1,45 m de hauteur pour 1,34 m de largeur et 1,26 m de profondeur ; elle pèse 8,5 t. Il s'agit de la plus petite des 17 têtes colossales olmèques connues.
Comme les autres têtes colossales olmèques, le monument Q représente un visage humain. Sa coiffe est décorée d'un ornement frontale en forme de langue et l'arrière de la tête est sculpté de sept nattes de cheveux liées par un gland. Une sangle descend de chaque côté jusqu'à la base. Le visage possède des plis prononcés autour du nez, de la bouche et des yeux.

## Historique
La fabrication d'aucune tête colossale n'a pu être datée avec précision. Toutefois, sur le site de San Lorenzo, l'enterrement des têtes a pu être daté d'au moins 900 av. J.-C., leur fabrication et leur utilisation étant antérieures. On estime qu'elles dateraient de l'époque préclassique de la Mésoamérique, probablement du début de cette époque (1500 à 1000 av. J.-C.).
Les deux têtes découvertes sur le site de Tres Zapotes sont les plus anciens monuments de pierre connus sur le site. Elles sont stylistiquement distinctes des autres têtes colossales. Beatriz de la Fuente les perçoit comme une survivance régionale tardive d'une tradition plus ancienne, tandis que d'autres chercheurs avancent qu'elles ne sont qu'une variante régionale attendue dans une localité excentrée.
Le monument Q est la deuxième des deux têtes à être découverte. Sa date de découverte exacte n'est pas connue mais estimée aux années 1940, lorsqu'il est heurté par un appareil de débroussaillement sur la colline de Nestepe. Il est décrit pour la première fois par Robert Heizer, Tillie Smith et Howel Williams dans un article publié en 1965,. La sculpture n'est plus sur le site : elle est exposée dans le musée régional de San Andrés Tuxtla, Veracruz.